# スキウルミムス
スキウルミムス（Sciurumimus） はコエルロサウリアの恐竜の1属。現在のドイツのバイエルン州、パインテン近郊のRygol採石場より発掘された若齢個体の全身骨格（トップの写真）に基づき、2012年の夏にスキウルミムス・アルベルスドエルフェリ（Sciurumimus albersdoerferi）が新属新種として記載・報告された。この個体の骨格の全長は719mmであるので、成体の大きさはそれ以上となる。
属名のSciurumimusとは、リス属（Sciurus）と古典ギリシャ語で「真似る」（mimos）から成り、いわば「リスモドキ」ぐらいの意味。時代としては後期ジュラ紀、キンメリッジ期（キンメリッジアン;Kimmeridgian）後期に生息していたことになる。
発見当初はメガロサウルス科の幼体と信じられていた。

## 生物学的特徴

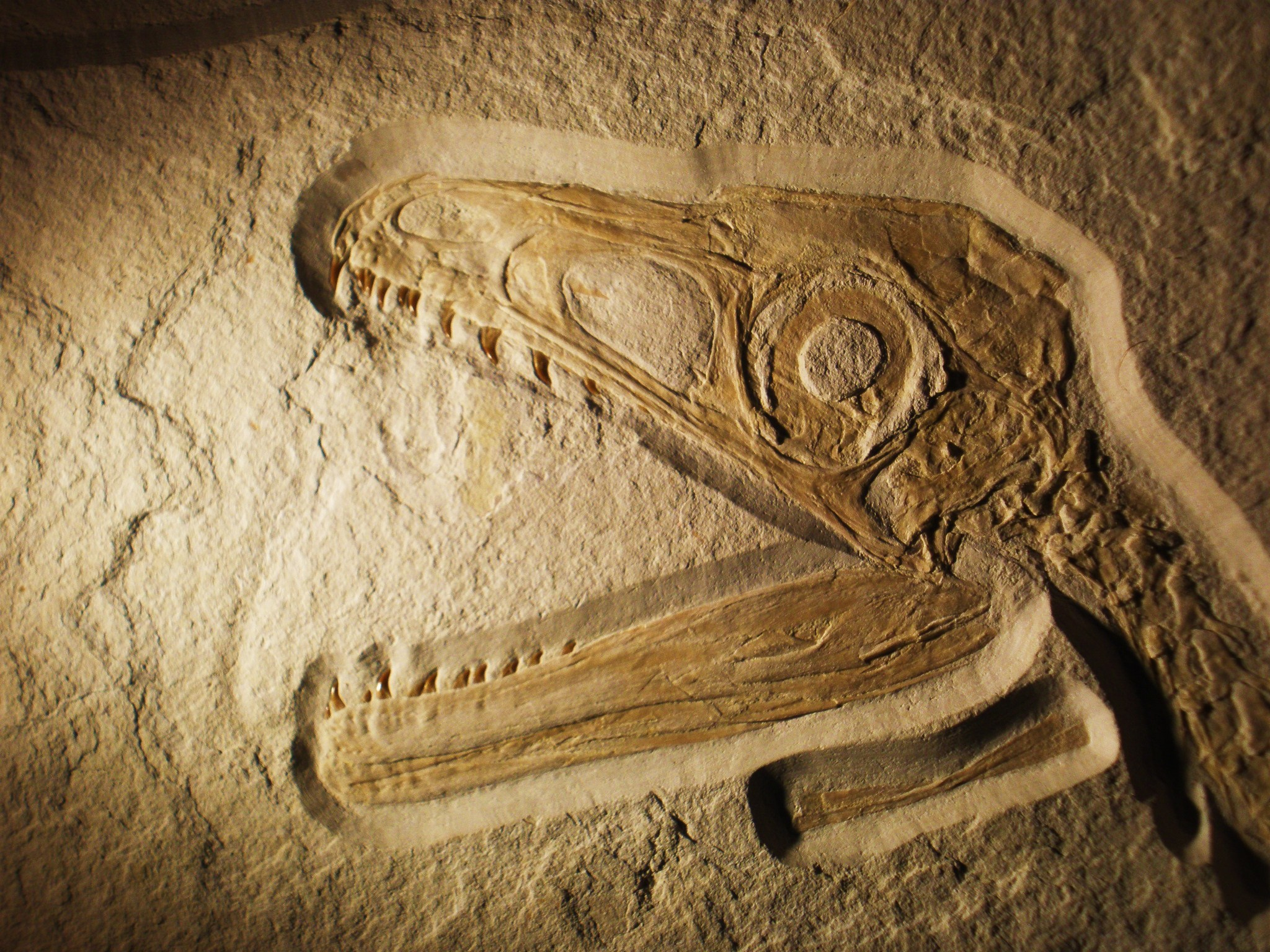
模式標本の頭骨

メガロサウルス類としての特徴をよく備える。加えて、神経棘が側面から見て左右対称の斧状である点、後方の椎骨では神経棘の前方が低く方形であるのに対して後方が丸く突出する点などが特徴として挙げられる。
記載論文で注目を集めたのは、その保存状態もさることながら、初期的な羽毛の痕跡が尾の付け根などに確認されたことである（紫外線を照射することで明瞭に確認できる）。それまで羽毛はもっぱらディロングやベイピアオサウルスなど、獣脚類の中でもより鳥に近いコエルロサウルス類を中心に記載されてきた。しかしより鳥から遠縁のメガロサウルス類であるスキウルミムスにおいても同様の羽毛が見つかったことで、こうした羽毛の起源がさらに時代をさかのぼる可能性が生じた。